# Michael Shermer
Michael Brant Shermer (* 8. září 1954, Glendale, Kalifornie, USA) je americký historik vědy, který proslul především jako zakladatel Skeptické společnosti (The Skeptics Society), která bojuje proti pseudovědám a iracionalitě. Je šefrédaktorem jejího časopisu Skeptic. Společnost i časopis Shermer založil roku 1992, k roku 2008 měla již 55 tisíc členů a pobočky po celém světě. Označuje se za ateistu a humanistu.